# Torres (Jaén)
Torres ist eine spanische Gemeinde in der Provinz Jaén in Andalusien.

## Wirtschaft
Die Wirtschaft von Torres basiert auf der Landwirtschaft, im Wesentlichen auf der Produktion von Olivenöl und Kirschen. Wichtig sind auch der Dorftourimus, mit einigen Hotels in der Gegend, der Bausektor und die Reparatur der Landmaschinen.
Im Jahr 2012 wurden in der Gemeinde mehr als 570.000 kg Kirschen geerntet.

## Fotos

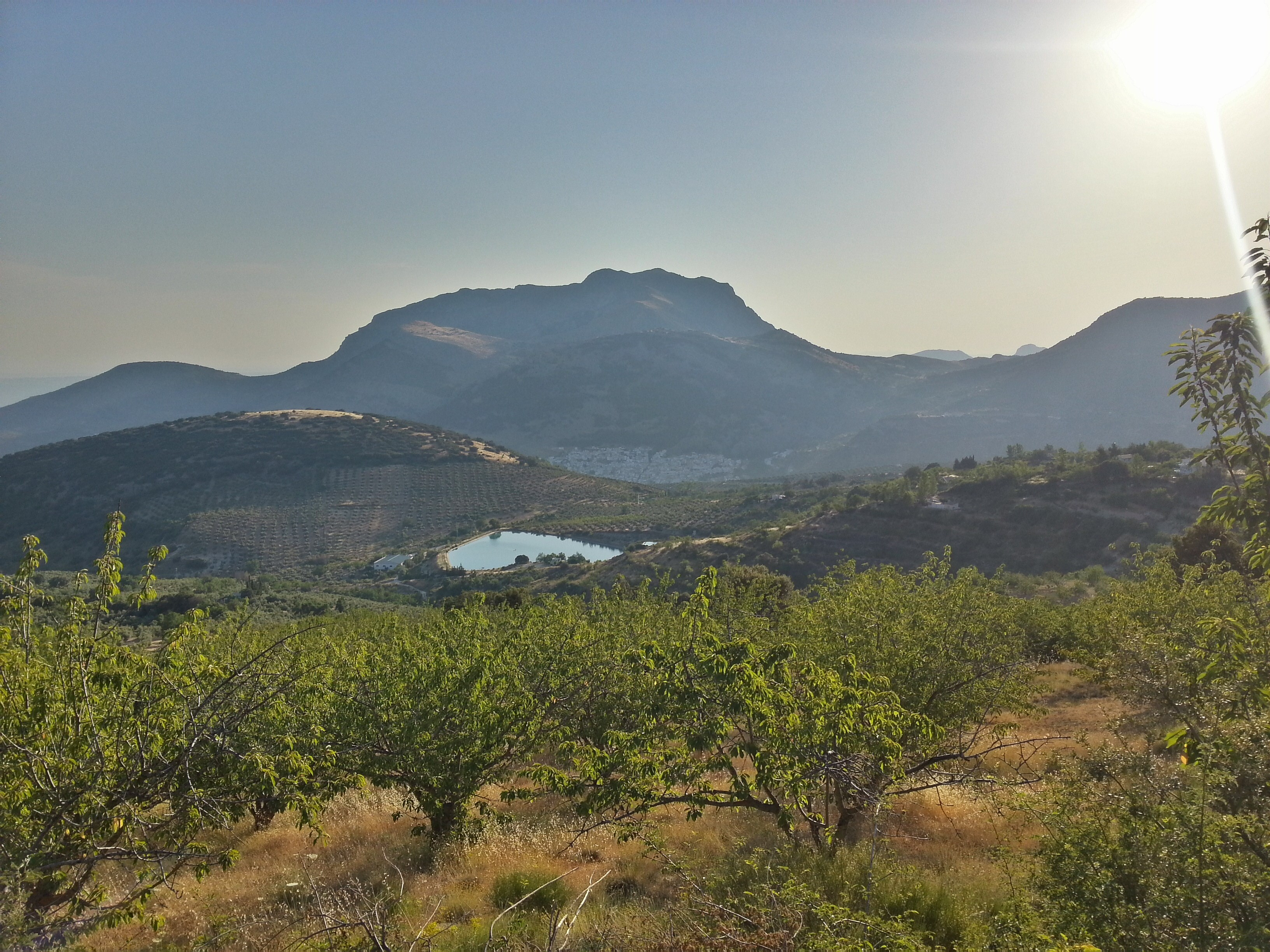
Kirschfeld. Torres im Hintergrund.
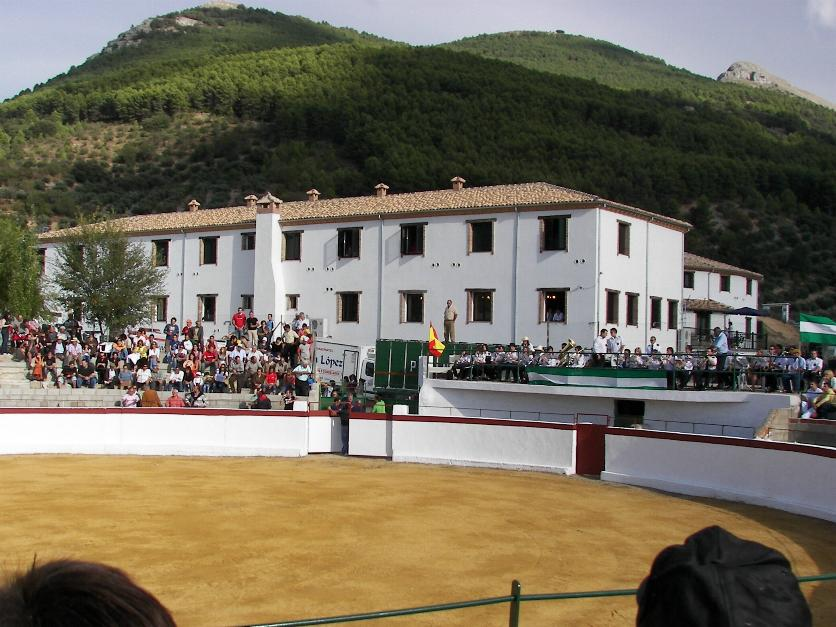
Stierkampfarena.
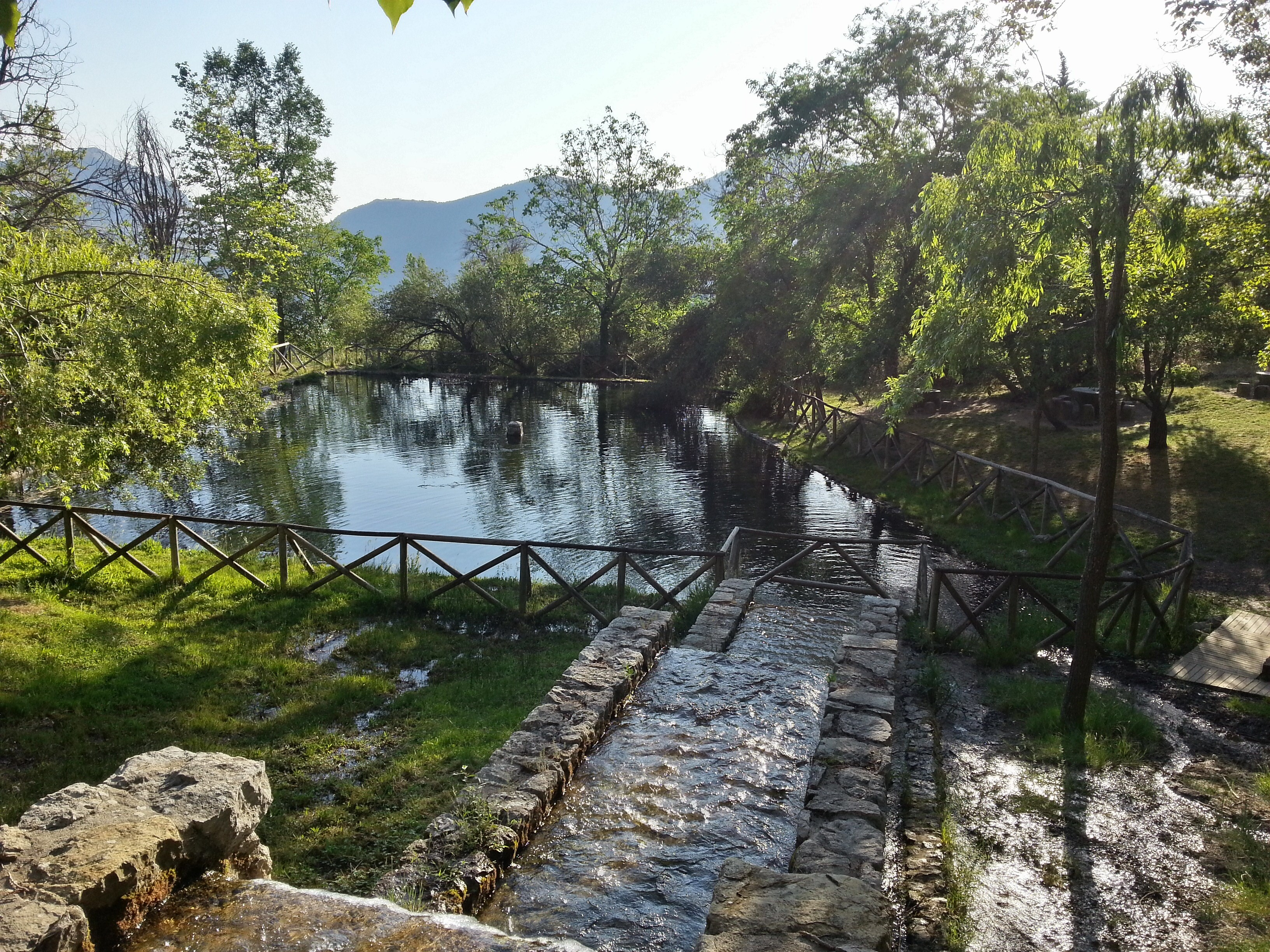
Erholungsgebiet "Fuenmayor".
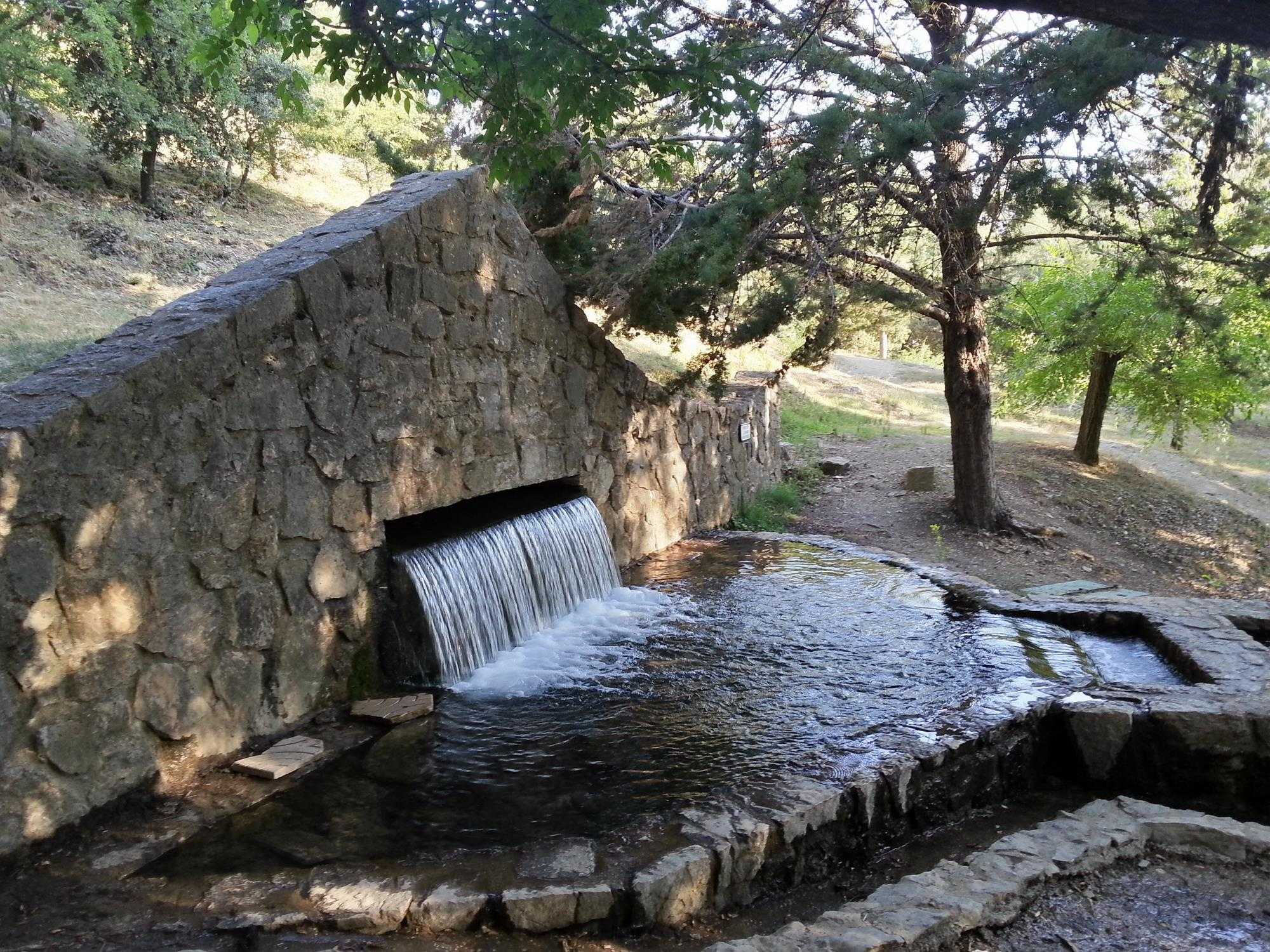
Quelle "Fuenmayor".
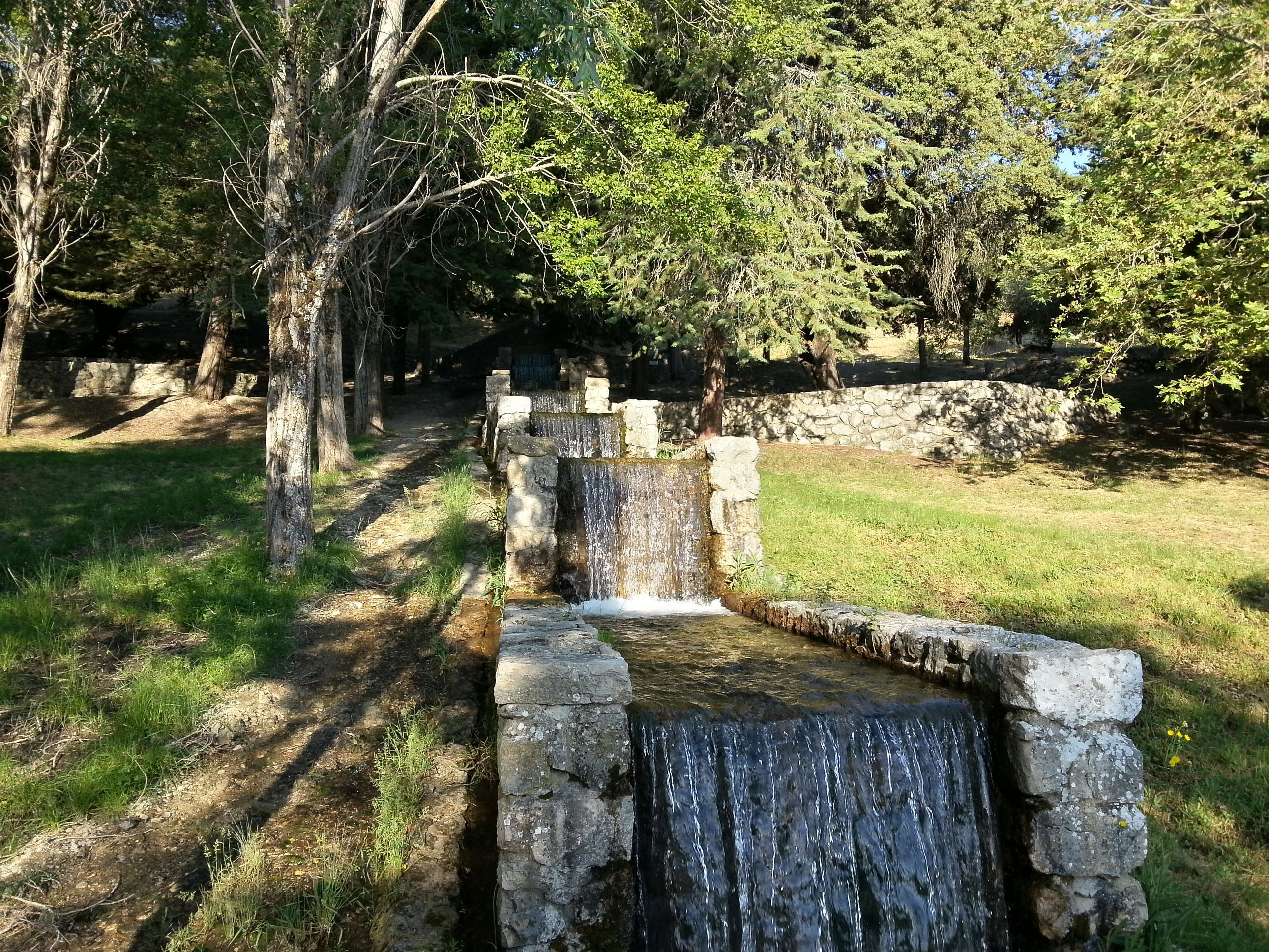
Wasserfall in "Fuenmayor".